# Нурма (Тосненский район)
Ну́рма (эст. nurm — «поле, пашня, нива») — деревня в Тосненском районе Ленинградской области. Административный центр Нурминского сельского поселения.

## История
Деревня Нурма упоминается на карте Санкт-Петербургской губернии Ф. Ф. Шуберта 1834 года.

НУРМА — деревня, принадлежит полковнику Александру Дубянскому, число жителей по ревизии: 40 м. п., 34 ж. п. (1838 год)

Деревня Нурма обозначена на карте профессора С. С. Куторги 1852 года.

НУРЕМА — деревня господина Балашова, по почтовому тракту и по прочим дорогам, число дворов — 15, число душ — 47 м. п. (1856 год)

Число жителей деревни по X-ой ревизии 1857 года: 48 м. п., 27 ж. п.

НУРМА — деревня владельческая при колодцах, число дворов — 19, число жителей: 48 м. п., 47 ж. п. (1862 год)

Согласно подворной переписи 1882 года в деревне проживали 27 семей, число жителей: 89 м. п., 83 ж. п.; разряд крестьян — собственники земли.
В конце XIX — начале XX века деревня находилась в составе Шапкинской волости 1-го стана Шлиссельбурского уезда Санкт-Петербургской губернии.

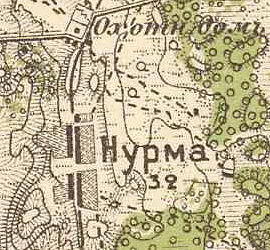
План деревни Нурма. 1913 год

В 1913 году деревня Нурма насчитывала 32 крестьянских двора.
После революции входила в состав Шапкинского сельсовета Тосненского района.
С 1917 по 1923 год деревня Нурма входила в состав Нурминского сельсовета Шапкинской волости Шлиссельбургского уезда.
С 1923 года в составе Лезьенской волости Ленинградского уезда.
С 1924 года в составе Эстонского поссовета.
Согласно данным переписи населения СССР 1926 года в деревне Нурма  проживали 272 человека, все русские.
С февраля 1927 года в составе Ульяновской волости. С августа 1927 года, в составе Колпинского района.
С 1930 года в составе Тосненского района.

План деревни Нурма. 1931 год

Согласно топографической карте 1931 года деревня насчитывала 60 дворов.
По данным 1933 года деревня Нурма входила в состав Эстонского национального сельсовета Тосненского района, в который входили 8 населённых пунктов: деревни Горки, Жар-Жино, Иголино, Контуль, Нечеюрть, Нурма, Пендиково и посёлок Эстонский, общей численностью населения 1466 человек. Административным центром поселения являлся посёлок Эстонский.
С 1939 года в составе Шапкинского сельсовета.
Деревня была освобождена от немецко-фашистских оккупантов 23 января 1944 года.
В 1958 году население деревни Нурма составляло 317 человек.
По данным 1966, 1973 и 1990 годов деревня Нурма также находилась в составе Шапкинского сельсовета.
В 1974 году в деревне был организован свиноводческий совхоз «Восточный», в 1975 году введён в эксплуатацию Тосненский комбикормовый завод.
В 1997 году в деревне Нурма Шапкинской волости проживали 3690 человек, в 2002 году — 3272 человека (русские — 91 %).
С 1 января 2006 года в соответствии с областным законом № 116-оз от 22 декабря 2004 года «Об установлении границ и наделении соответствующим статусом муниципального образования Тосненский муниципальный район и муниципальных образований в его составе» деревня является центром Нурминского сельского поселения.
В 2007 году население деревни Нурма Нурминского СП составило 3198 человек.

## География
Деревня расположена в северной части района на автодороге 41А-003 (Кемполово — Выра — Шапки) в месте примыкания к ней автодороги 41К-836 (подъезд к дер. Нечеперть).
К востоку от деревни протекает река Иголинка и находится озеро Пендиковское.
Расстояние до посёлка Шапки — 12 км.

## Демография
| 1862 | 2002  | 2007  | 2010  | 2017  | 2021  |
| ---- | ----- | ----- | ----- | ----- | ----- |
| 95   | ↗3272 | ↘3198 | ↘3146 | ↘3027 | ↗3188 |

## Экономика
- ЗАО «Тосненский комбикормовый завод»
- ООО «ИДАВАНГ Агро» (бывший свиноводческий совхоз «Восточный»)[29]

## Транспорт
В деревне находится железнодорожная станция Нурма на линии Тосно — Шапки.
Автобусные маршруты:
- № 330 «Тосно — Надино»[30]
- № 330а «Тосно — Нурма»[31]
- № 337 «Тосно — СНТ „Кюльвия“»[32]
- № 338 «Тосно — массив „Нечеперть“»[33]

## Улицы
Большая, Вокзальная, Лесная, Луговая, Промышленная, Старошкольный проезд, Труда, Шапкинская.

## Садоводства
Солнечное